# L'Illustre Maurin
Pour plus de détails, voir Fiche technique et Distribution.
L'Illustre Maurin est un film français réalisé par André Hugon, sorti en 1933.

## Synopsis
Maurin est toujours un braconnier bon enfant dont les conversations avec les gendarmes et les politiciens font le bonheur des habitants du massif Mauresque. Mais avec la jalousie du gendarme Sandri et la vengeance de Grondard, qui tient Maurin pour responsable de la mort de son père, le jeune chasseur perd chaque jour un peu plus sa liberté...

## Fiche technique
- Titre : L'Illustre Maurin
- Réalisation : André Hugon
- Scénario : d'après le roman de Jean Aicard, de l'Académie française
- Décors : Robert-Jules Garnier
- Photographie : Marc Bujard et Georges Kostal
- Son : Louis Kieffer
- Musique : Jacques Janin
- Production : Les Productions André Hugon - G.F.F.A. - Gaumont-Franco Film-Aubert
- Pays de production : France
- Langue : français
- Format : Noir et blanc  - Mono
- Genre : Drame
- Durée : 122 minutes
- Date de sortie : 1933

## Distribution
- Antonin Berval : Maurin
- Nicole Vattier : Tonia
- Jean Aquistapace : Pastoure
- Armand Larcher : Césariot
- Délia Col : Mme Prévost
- Doumel : Capoufigue
- Sinoël : le curé
- Camille Bert
- Édouard Delmont
- Gilson
- Grinda
- Milly Mathis
- Payan

## Autour du film
Ce film est la suite de Maurin des Maures, réalisé en 1932 par André Hugon avec les mêmes interprètes.